# Consiliul Provincial Permanent al Bucovinei
Consiliul Provincial Permanent al Bucovinei (în germană (Landesansschuss) a reprezentat un organ administrativ civil al Ducatului Bucovinei, care era ales în ședința de constituire a Dietei Bucovinei, fiind compus din Căpitanul Țării, locțiitorul acestuia și alți patru membri, care împărțeau între ei diverse agende administrative.